# Pavlice
Pavlice és un poble i municipi d'Eslovàquia que es troba a la regió de Trnava, a l'oest del país. El 2023 tenia 532 habitants.
La primera menció escrita de la vila es remunta al 1266.

## Demografia
| Godina             | 1994 | 2004   | 2014    | 2024   |
| ------------------ | ---- | ------ | ------- | ------ |
| Nombre de persones | 510  | 484    | 533     | 535    |
| Diferència         |      | −5,09% | +10,12% | +0,37% |

| Godina             | 2023 | 2024   |
| ------------------ | ---- | ------ |
| Nombre de persones | 532  | 535    |
| Diferència         |      | +0,56% |